# Miklós Hofer
Miklós Hofer (Bozsok, 8 de mayo de 1931 – Budapest, 10 de enero de 2011) fue un arquitecto húngaro.
Se graduó en la Universidad de Tecnología y Economía de Budapest en 1954 y el máster en 1958. Trabajó para el Departamento de Obras Públicas desde 1955 y fue docente en la universidad en 1973. Fue presidente de la Sociedad Húngara de Arquitectos en 1964, tomando parte del planteamiento de numerosas ciudades. Se retiró en 2001.

## Principales obras

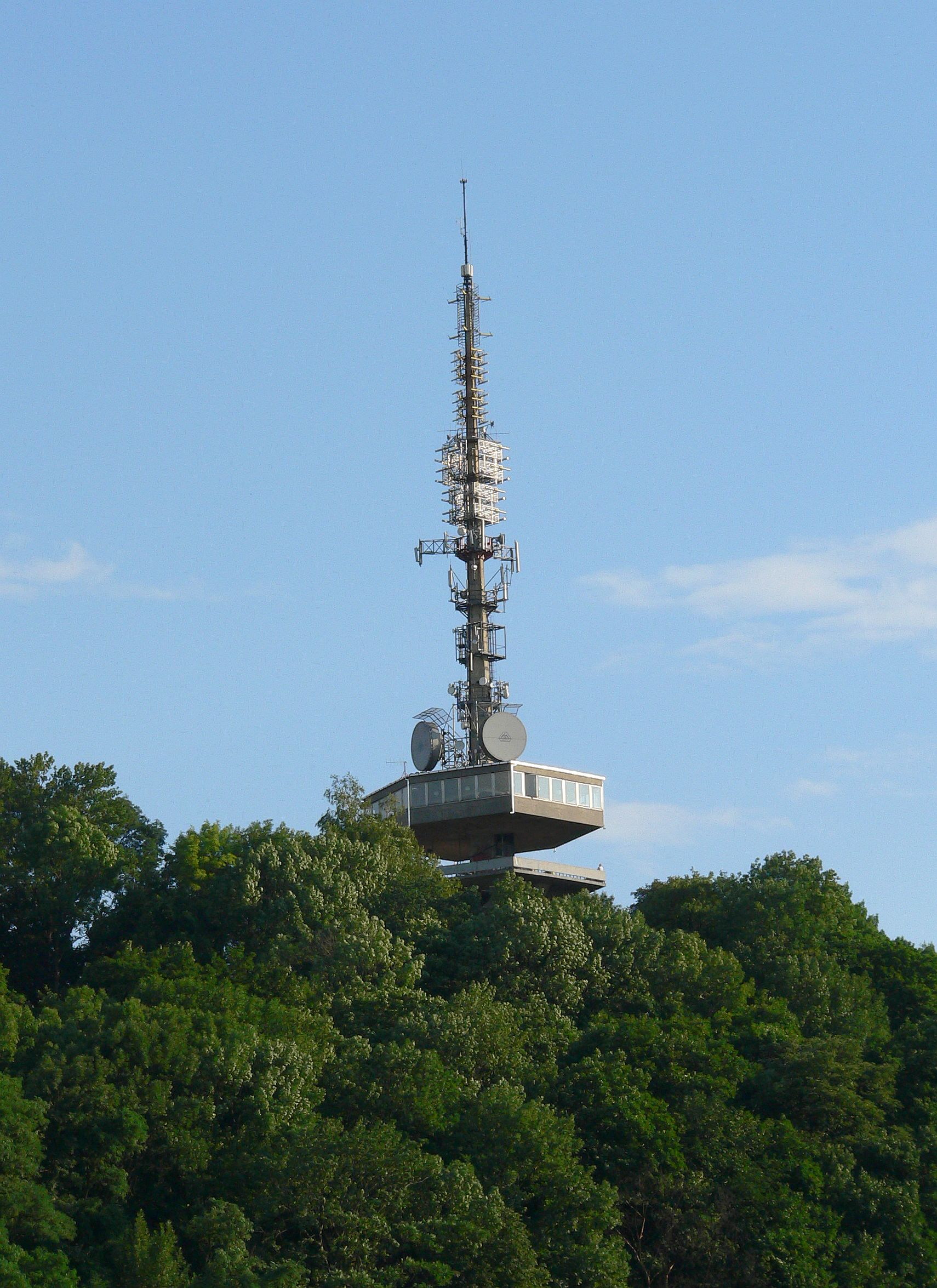
Torre Miskolc Avas

- Kazincbarcika, Plaza principal (1952)
- Miskolc, Mirador y torre de TV Avasi (1960)
- Gyöngyös, escuela (1959)
- Budapest, plan del Teatro Nacional, Segundo premio (1966–1967)
- Szentendre, biblioteca y centro cultural (1968–1970)
- Győr, Colegio de transporte (1974)
- Budapest V., Edificio del Roosevelt Square (demolido)
- Budapest, Oficinas del Departamento del Agua (1969)
- Szentendre, Museo Barcsay (1974)
- Szentmártonkáta, escuela (1983)[4]

## Premios
- Premio Miklós Ybl (1964)
- Premio Pro Urbe
- Premio Széchenyi (1998)